# Seznam jezer na Islandu
Islandská jezera (islandsky jezero - Stöðuvatn případně jen vatn). Tabulka obsahuje přehled jezer na Islandu s plochou přes 10 km². Přehradní nádrže a rybníky jsou opatřeny poznámkou.

## Největší jezera
| název         | rozloha (km²) | délka (km) | šířka (km) | hloubka (m) | nadm.výška (m) | kraj         |
| ------------- | ------------- | ---------- | ---------- | ----------- | -------------- | ------------ |
| Þórisvatn     | 88,000        | ...        | ...        | 109,0       | ...            | Jih          |
| Þingvallavatn | 84,000        | ...        | ...        | 114,0       | 103,0          | Jihozápad    |
| Blöndulón     | 57,000        | ...        | ...        | 39,0        | ...            | Severozápad  |
| Lagarfljót    | 53,000        | 25,000     | 2,500      | 112,0       | ...            | Severovýchod |
| Mývatn        | 37,000        | ...        | ...        | 4,5         | 288,0          | Severovýchod |